# Lea Lin Teutenberg
Lea Lin Teutenberg (Mettmann, 2 juli 1999) is een Duitse wielrenster. Ze rijdt sinds 2025 bij Lotto Ladies.
Ze is de dochter van voormalig wielrenner Lars Teutenberg, een nichtje van Sven Teutenberg en Ina-Yoko Teutenberg en de zus van Tim Torn Teutenberg.

## Carrière
Bij de junioren werd ze Duits kampioene op de baan in 2016 in de ploegenachtervolging (met Franziska Brauße, Annika Teschke en Lena Ostler), in 2017 in de puntenkoers en in datzelfde jaar in het tijdrijden op de weg. In 2018 won ze bij de beloften brons op het EK op de baan in de ploegenachtervolging, met Brauße, Laura Süßemilch en Michaela Ebert. Bij de elite werd ze Duits kampioene op de baan in 2019 in de koppelkoers (met Brauße) en in de ploegenachtervolging (met Brauße, Charlotte Becker en Tanja Erath).

## Palmares

### Op de weg

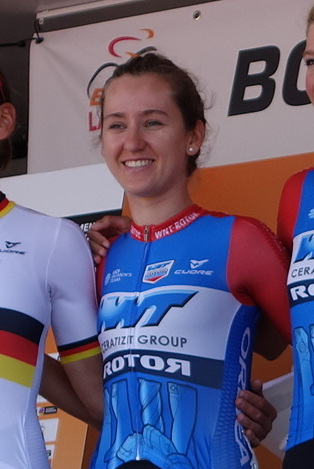
Met WNT-Rotor in Boels Ladies Tour 2019

2017
 Duits kampioene tijdrijden, junioren

#### Resultaten in voornaamste wedstrijden
| Jaar | Ronde van Italië | Ronde van Frankrijk | Ronde van Spanje |
| ---- | ---------------- | ------------------- | ---------------- |
| 2018 |                  |                     | 47e              |
| 2019 |                  |                     | 35e              |
| 2020 |                  |                     |                  |
| 2021 |                  |                     |                  |
| 2022 | 73e              |                     | 91e              |
| 2023 |                  |                     |                  |
| 2024 |                  |                     |                  |
| 2025 |                  |                     | 92e              |

| Jaar | Gent-Wevelgem | Ronde van Vlaanderen | Parijs-Roubaix | Amstel Gold Race | Classic Brugge-De Panne |  | WK op de weg |
| ---- | ------------- | -------------------- | -------------- | ---------------- | ----------------------- |  | ------------ |
| 2018 |               |                      |                |                  | opgave                  |  |              |
| 2019 |               |                      |                | opgave           | 78e                     |  |              |
| 2020 |               | opgave               |                |                  | 55e                     |  |              |
| 2021 |               | opgave               |                |                  | 103e                    |  | 88e          |
| 2022 | 76e           | 97e                  |                |                  | 18e                     |  | opgave       |
| 2023 | 18e           | opgave               |                |                  | 66e                     |  |              |
| 2024 | 69e           |                      |                |                  | 36e                     |  |              |
| 2025 | 26e           | opgave               | 73e            |                  | 37e                     |  |              |

### Op de baan
| Jaar    | DK                                                                           | EK                                                    | WK                                                  | Overig |
| Junior  | Junior                                                                       | Junior                                                | Junior                                              | Junior |
| ------- | ---------------------------------------------------------------------------- | ----------------------------------------------------- | --------------------------------------------------- | ------ |
| 2016    | ploegenachtervolging                                                         |                                                       |                                                     |        |
| 2017    | puntenkoers                                                                  |                                                       |                                                     |        |
| Belofte |                                                                              |                                                       |                                                     |        |
| 2018    |                                                                              | ploegenachtervolging · 9e koppelkoers                 |                                                     |        |
| 2019    |                                                                              | 8e koppelkoers                                        |                                                     |        |
| 2020    |                                                                              | ploegenachtervolging · koppelkoers · 5e afvalkoers    |                                                     |        |
| 2021    |                                                                              | 4e ploegenachtervolging                               |                                                     |        |
| Elite   |                                                                              |                                                       |                                                     |        |
| 2017    | 6e omnium                                                                    |                                                       |                                                     |        |
| 2018    | omnium                                                                       |                                                       |                                                     |        |
| 2019    | koppelkoers · ploegenachtervolging · omnium · 4e puntenkoers                 |                                                       |                                                     |        |
| 2020    |                                                                              |                                                       |                                                     |        |
| 2021    |                                                                              | 7e omnium 9e koppelkoers 16e scratch                  | 10e koppelkoers                                     |        |
| 2022    | omnium · ploegenachtervolging · 6e puntenkoers                               | 5e omnium 6e koppelkoers 7e afvalkoers 15e scratch    | 4e afvalkoers 7e scratch 11e koppelkoers 11e omnium |        |
| 2023    | koppelkoers · omnium · puntenkoers · afvalkoers · achtervolging · 9e scratch | 5e afvalkoers 10e omnium                              | 9e afvalkoers 9e puntenkoers 11e koppelkoers        |        |
| 2024    | afvalkoers · 4e puntenkoers · 5e omnium                                      | afvalkoers · 7e koppelkoers · 7e scratch · 12e omnium | 9e afvalkoers 10e koppelkoers 11e puntenkoers       |        |
| 2025    |                                                                              | 7e puntenkoers 8e afvalkoers 8e omnium 15e scratch    |                                                     |        |

## Ploegen
- 2018 –  WNT-Rotor
- 2019 –  WNT-Rotor
- 2020 –  Ceratizit-WNT
- 2021 –  Ceratizit-WNT
- 2022 –  Ceratizit-WNT
- 2023 –  Ceratizit-WNT
- 2024 –  Ceratizit-WNT
- 2025 –  Lotto Ladies

Asencio · Badegruber · Brauße (vanaf 1/7) · Brennauer · Ensing · Hammes · Koppenburg · Koster · Magnaldi · Pilote-Fortin · Rijkes · Santesteban · Soet · Teutenberg · Vieceli · Wild
Asencio · Brauße · Brennauer · Confalonieri · Hammes · Koster · Leth · Magnaldi · Rijkes · Santesteban · Soet · Teutenberg · Vieceli · Wild
Asencio · Banks · Brauße · Brennauer · Confalonieri · Hammes · Henttala · Lach · Leth · Magnaldi · Rijkes · Teutenberg · Vieceli · Wild
Alessio · Alonso · Archibald · Asencio · Brauße · Brennauer(tot 21/8) · Confalonieri · Eberle · Fidanza · Lach · Nilsson · Salazar · Schweinberger · Seidel · Teutenberg · Vieceli
Alonso · Archibald · Arzuffi · Asencio · Berton · Brauße · Eberle · A. Fidanza · M. Fidanza · Gill · Kerbaol · Lach · Nilsson · Schweinberger · Teutenberg · De Zoete
Alonso · Archibald · Arzuffi · Asencio · Berton · Brauße · Eberle · A. Fidanza · M. Fidanza · Jaskulska · Kerbaol · Lach · Schweinberger · Teutenberg · De Zoete
Arens · Bénézet Minns · Boels · De Clercq · De Keersmaeker · Docx · Gielkens · Hendrickx · Hinojosa · Nicolaes · Saugrain · Seynave · Teutenberg · Vervloet · van Wersch · Wittevrongel